# Ancien commissariat de police de Stanley
L'ancien commissariat de police de Stanley (舊赤柱警署, Old Stanley Police Station) est un monument historique de Hong Kong datant de 1859 et situé à Stanley. Il s'agit aujourd'hui du plus ancien bâtiment de police de la région. Il est classé monument historique le 15 janvier 1984.

## Histoire
Durant l'époque coloniale, l'armée britannique utilisait le bâtiment  de temps en temps en collaboration avec la police en raison de sa position stratégique d'avant-poste le plus au sud de l'île de Hong Kong. Pendant l'occupation japonaise, la police japonaise utilise le commissariat comme quartier général local et une morgue y est construite.
Après la guerre, le bâtiment retrouve son usage d'origine et sert de commissariat de police jusqu'en 1974. Par la suite, il connait un certain nombre d'utilisations indépendantes, notamment comme bureau secondaire du siège du district sud, comme restaurant, et il est actuellement utilisé en tant que supermarché Wellcome (en).
Il y a eu diverses tentatives pour que le gouvernement mette fin à son utilisation commerciale et l'utilise à des fins officielles. Une suggestion récente consistait à l'utiliser comme succursale du musée de la police de Hong Kong.

## Galerie

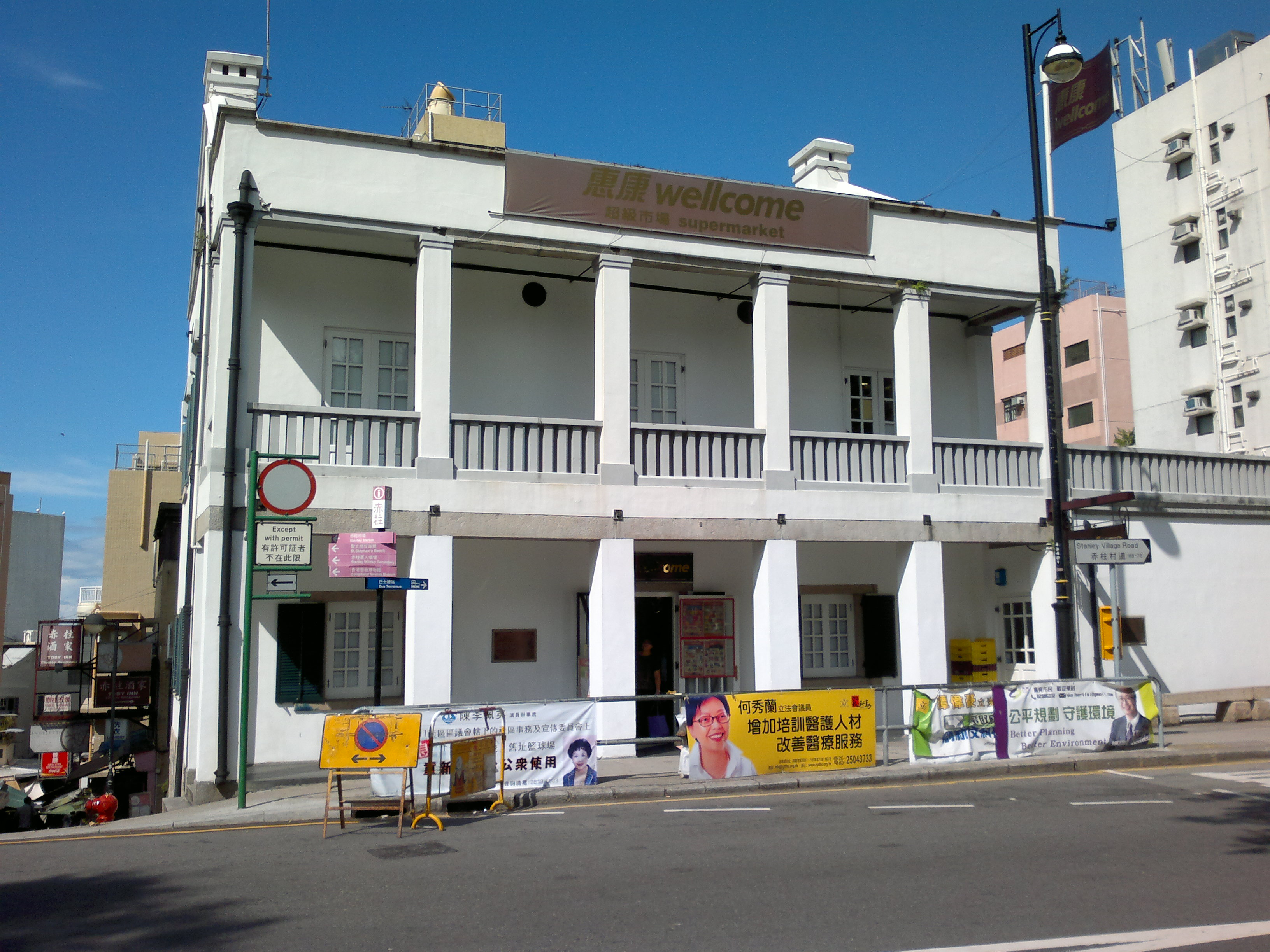
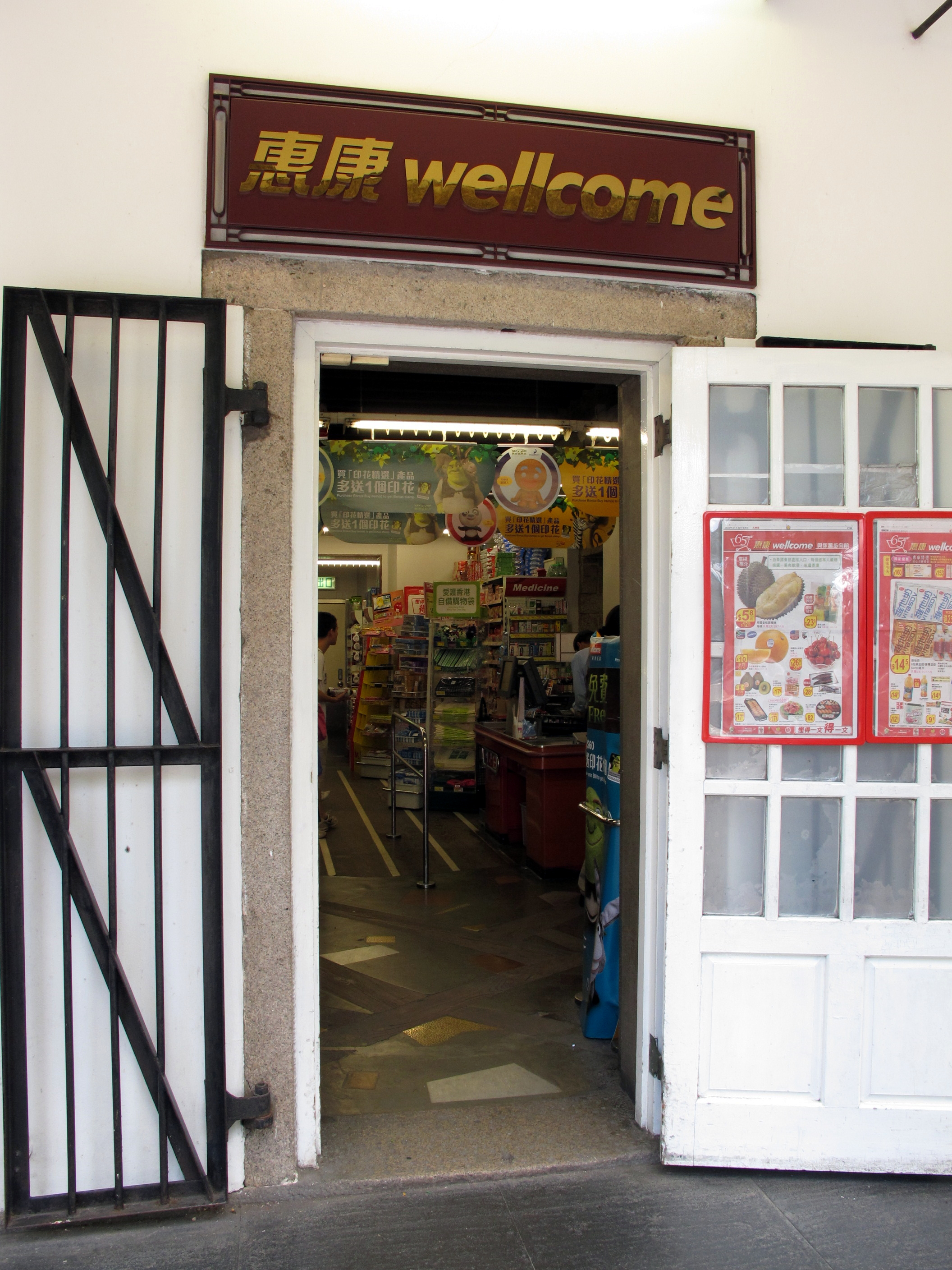
Entrée du bâtiment
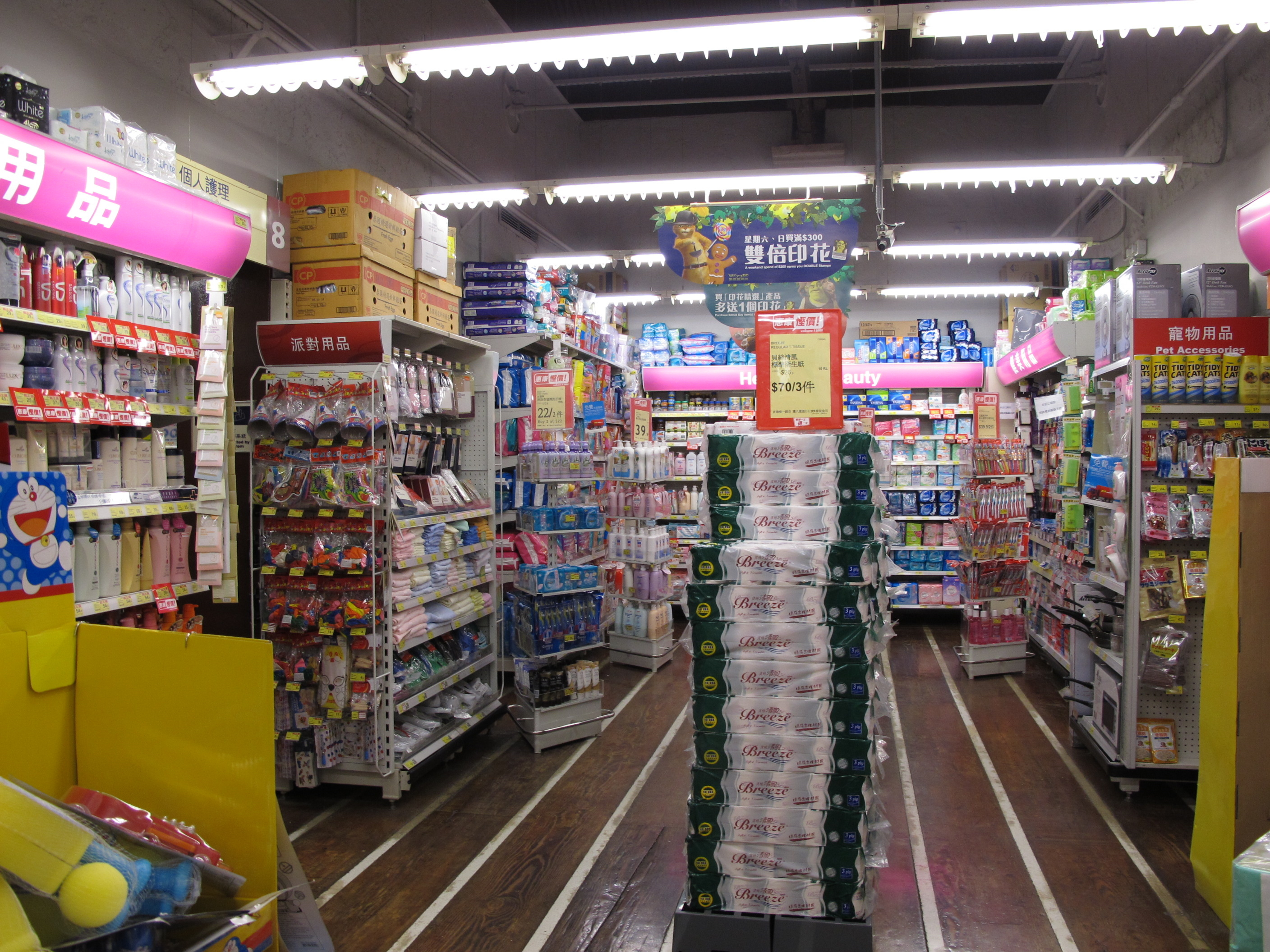
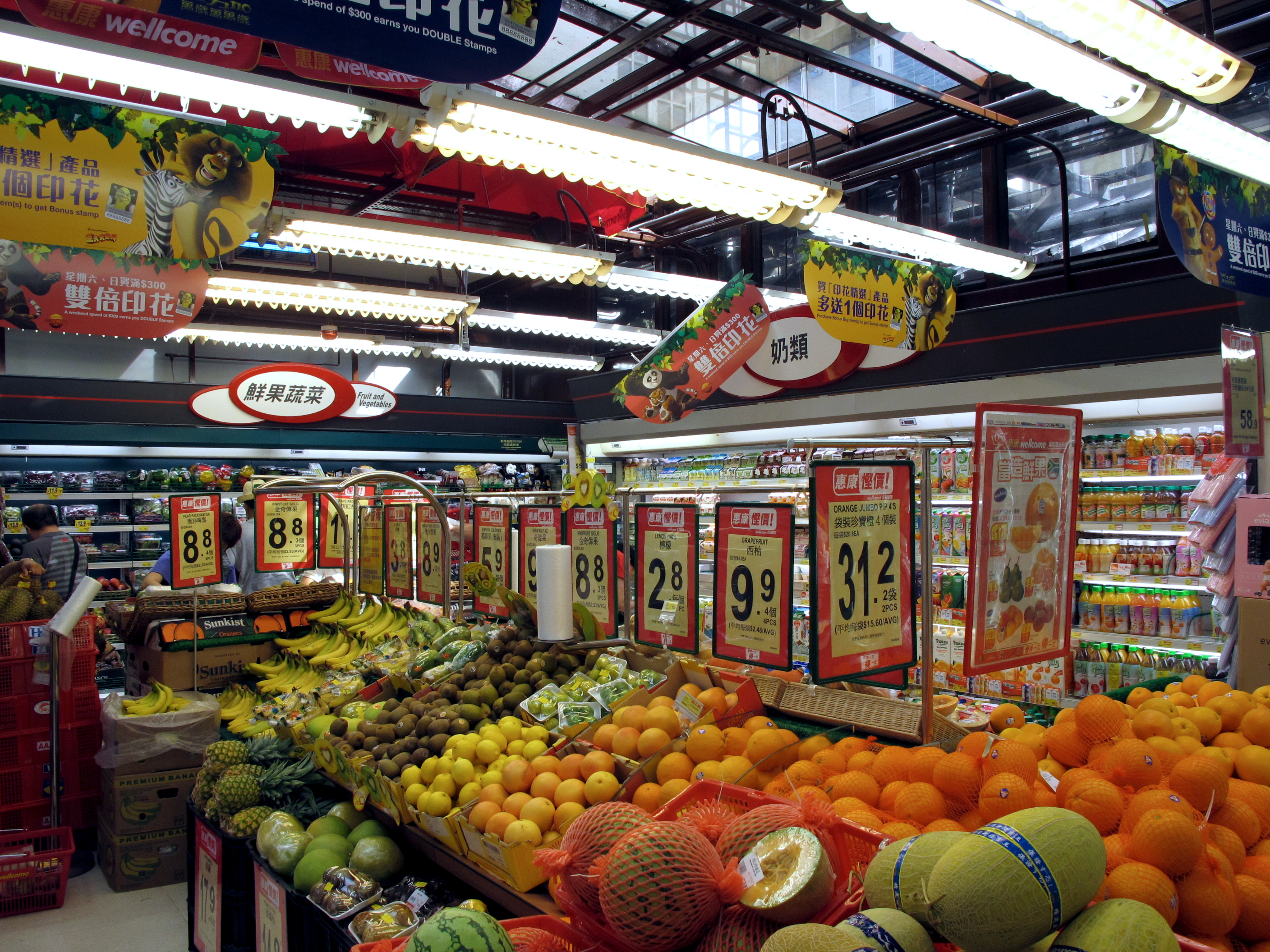
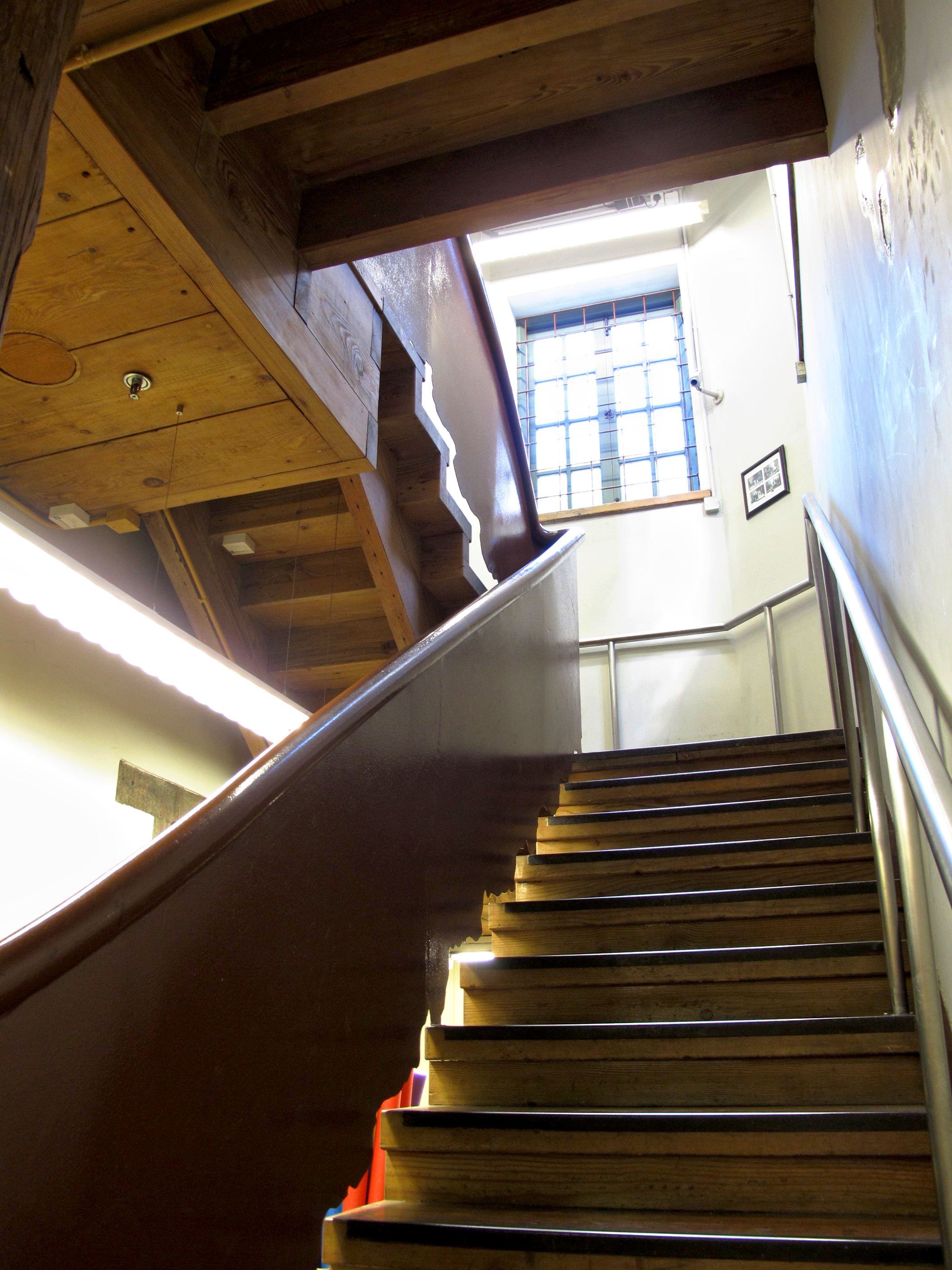
Escalier en bois
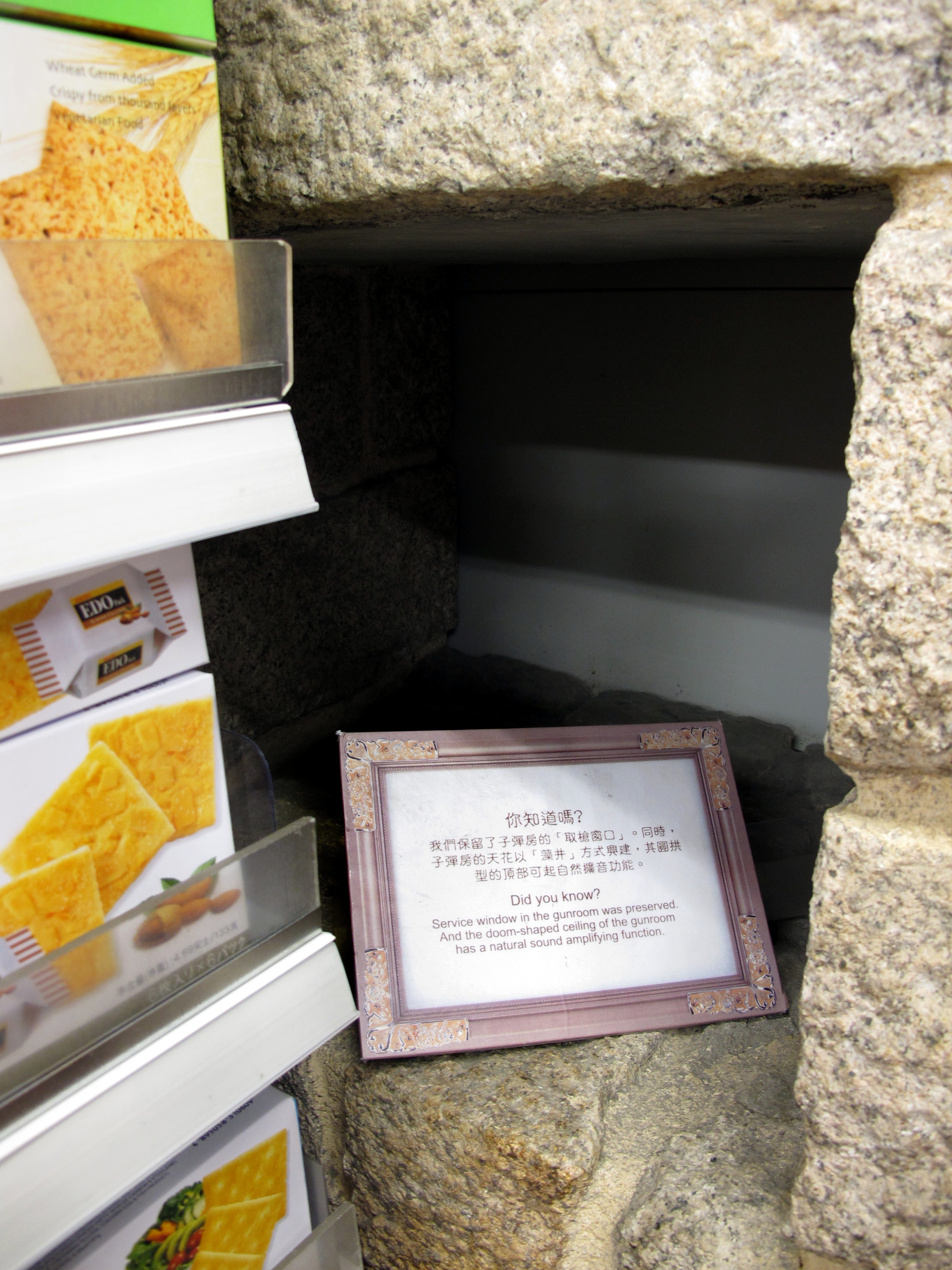
Fenêtre de service de la salle d'armes
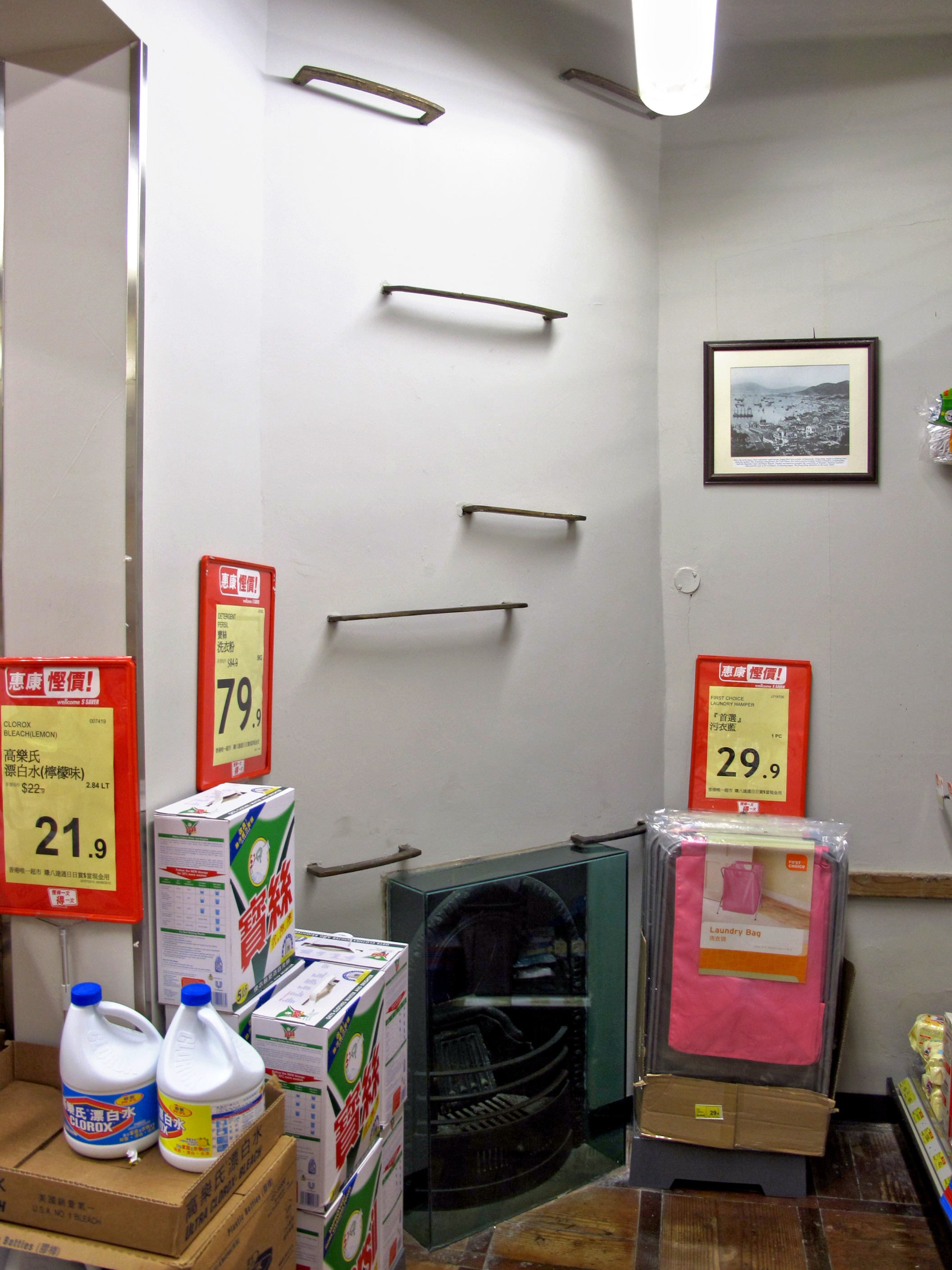
Foyer installé au deuxième étage